# 1982年佛罗里达亚热带风暴
1982年佛罗里达亚热带风暴（英語：1982 Florida subtropical storm）正式名为第一号亚热带风暴（Subtropical Storm One），是活跃度很低的1982年大西洋飓风季仅有的亚热带气旋。系统源自6月16日墨西哥湾和加勒比海周边的两个天气系统。6月18日，两个天气系统融合并形成低压槽，同时开始在佛罗里达州近海形成环流。成为亚热带低气压后，气旋登陆佛罗里达州并在陆地上空达到亚热带风暴强度。进入大西洋后，风暴朝东北方向前进，于6月20日在纽芬兰岛附近转变成温带气旋。
第一号亚热带风暴是1982年唯一直接吹袭美国东岸的气旋，一共夺走三条人命，经济损失总额约为1000万美元（1982年美元）。

## 气象历史
第一号热带低气压源自尤卡坦半岛附近两个天气系统的相互影响，历史上以这种途径形成的风暴很少，上一次是1974年大西洋飓风季的第一号亚热带风暴。6月17日，侦察机发现地面附近有多股瞬时环流，但没有找到明确的环流中心。形成第一号亚热带风暴的两片扰动天气区中，有一片可以追溯到6月15日加勒比海西北部海域。这股扰动向北移动，在尤卡坦半岛上空形成低气压区。低气压区同低压槽融合，在墨西哥湾东部上空形成更强烈的低压槽。墨西哥湾内的大气条件有利于热带风暴形成。早在6月16日，佛罗里达半岛上空就出现恶劣天气，这便是扰动天气的边缘经佛罗里达海峡进入半岛上空所致。
6月18日，墨西哥湾东部开始有环流形成，促使气象部门发布烈风警告，并于当天将其归类为本季第一号亚热带低气压。6月18日，气旋从佛罗里达州赫尔南多县斯普林希尔（Spring Hill）以北不远处登陆，然后在陆地上空达到亚热带风暴强度。根据此时沿用的规则，气象机构无需为亚热带风暴命名，美国国家飓风中心因此把气旋正式归类为第一号亚热带风暴。风暴向东北方向移动，于6月19日穿过北卡罗莱纳州外滩群岛。气旋此时的中心最低气压值很低，但环流却出现扩张并且变得混乱。6月18日，风暴达到风力时速110公里的最高强度，但却直到6月20日才达到984毫巴（百帕，29.07英寸汞柱）的最低气压值。同日，系统在加拿大海洋省份附近转变成温带风暴。

## 防灾措施
气象机构针对第一号亚热带风暴发布多份警告。佛罗里达州于6月16日收到强烈雷暴观察预警和警告。次日，气象部门又发出龙卷风、小型船只及海洋特殊警告，还有各类针对暴雨发布的特殊天气通报。6月18日至19日，佛罗里达州西海岸多个城市共计接获五份烈风警告。截至6月19日下午16点，所有警告均予中止。但特拉华州亨洛彭角（Cape Henlopen）至罗德岛州守望山（Watch Hill）又进入烈风警告生效状态。
受气旋影响，两年一度的纽波特至百慕大帕船赛延迟两天。之后的报导表明，根据风暴路径推算，如果比赛没有推迟，将会导致灾难性的后果。

## 影响
主要内流带位于古巴上空期间，风暴产生的降雨量高达728毫米。

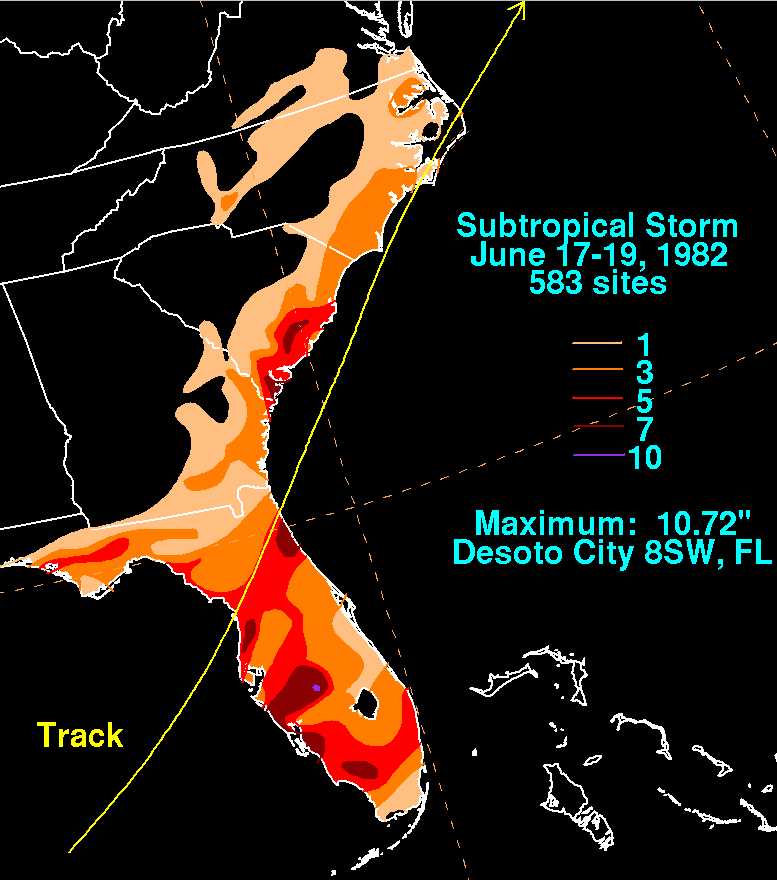
第一号亚热带风暴的降水分布

气旋于6月18日登陆佛罗里达州，该州也是风暴影响最大的地区，除狂风暴雨引发洪灾和海滩侵蚀外，该州还受到龙卷风袭击。6月18日，位于坦帕的麦克迪尔空军基地在雷暴天气期间所测风速达到66至77公里，是全州测得风速最高的所在。最高降雨量则出现在德索托市，达272.28毫米，州内其它地区雨量远远不及，基本在25至125毫米之间。那不勒斯至坦帕湾沿海地区受潮水高涨和大浪的影响引发洪灾和海滩侵蚀。部分海滨建筑受损，大范围地区的码头和船只受到破坏。那不勒斯和马可岛有许多船只隔板及岩石护岸受轻度损伤。柯里尔县马可岛和范德比尔特海滩的多个向海人造沙丘也受到轻微破坏。佛罗里达州有三人因风暴丧生，另有13人受伤。其中布里瓦德县一名女性死于独木舟翻船，橙县一名孩童被卷入风暴排洪渠后遇难。气旋过后，受皮斯河浪头超出警戒水位影响，阿卡迪亚河流域有130户家庭撤离。
风暴在佛罗里达州各地一共催生出12场龙卷风，其中至少有两场达到藤田级数下的2级强度。首先是6月18日凌晨1点15分，亨德里县有龙卷风形成并达到2级标准。该县一所移动房屋被龙卷风近几年摧毁，导致屋内一名男子死亡。全州共有25套民居被毁，经济损失总额约为1000万美元。
佛罗里达州以北地区在风暴期间所受影响很小。南卡罗莱纳州最东部的降雨量达到228毫米，北卡罗莱纳州东部也有101毫米。北卡罗莱纳州恐怖角（Cape Fear）附近的奥克岛海岸警卫队基地测得每小时60公里的持续风速，阵风时速达101公里。6月18日，恐怖角东南方向约64公里洋面的煎锅浅滩海上灯塔测得每小时87公里风速，阵风时速更高达123公里，次日，该塔还测得每小时110公里的持续风速。6月19日，恐怖角近海有条长度超过20米的拖网渔船沉没，幸而船只都获海岸警卫队救援，无人丧生。南、北卡罗莱纳州的风暴潮约为0.6至0.9米高。气旋还在两州产生降水， 南卡罗莱纳州和乔治亚州边界的降雨量达到178毫米，乔治亚州测得的最高降雨量也有127毫米。弗吉尼亚州沿海地区的降雨总量约为25毫米。海上有船只测得的持续风速接近热带风暴强度下限，阵风时速则达到热带风暴强度上限。这艘船还一度遭遇4.6至6.1米高的强烈潮汐。